# Vierstreepgordelhagedis
De vierstreepgordelhagedis (Zonosaurus quadrilineatus) is een hagedis uit de familie schildhagedissen (Gerrhosauridae).

## Naam
De soort werd voor het eerst wetenschappelijk beschreven door Alfred Grandidier in 1867. Oorspronkelijk werd de naam Gerrhosaurus 4-lineatus gebruikt. De soortaanduiding quadrilineatus betekent letterlijk vertaald 'vier' (quadri) 'strepen' (lineatus).

## Uiterlijke kenmerken
De vierstreepgordelhagedis kan tot 20 centimeter lang worden inclusief de staart die langer is dan het lichaam. De lichaamskleur is bruin tot zwart met op de kop en rug vier gele tot witte strepen waarvan de middelste twee soms vergroeid zijn tot een enkele brede streep. Er lopen twee strepen door tot de staartpunt, de middelste twee verdwijnen of veranderen in een vlektekening. De poten zijn bruiner van kleur en op de flanken zijn witte of gele vlekkenrijen aanwezig.
De lichaamsbouw komt grotendeels overeen met die van echte hagedissen maar de schubben zijn groter en gladder en de nek is bij schildhagedissen niet goed te onderscheiden. Net zoals alle schildhagedissen zitten kleine beenplaatjes onder de schubben, waardoor de hagedis een zeer hard pantser heeft dat doet denken aan krokodilachtigen.

## Verspreiding en habitat
Deze soort is endemisch op het Afrikaanse eiland Madagaskar. De soort komt voor rond de stad Toliara in het zuidwesten. Het verspreidingsgebied is met 3300 vierkante kilometer vrij klein en de soort is van slechts tien locaties bekend. De soort wordt door de mens gevangen en uitgevoerd voor de handel in exotische dieren.
Door de internationale natuurbeschermingsorganisatie IUCN wordt de hagedis als kwetsbaar (Vulnerable of VU) beschouwd.

## Levenswijze
Het is een bodembewoner die in bossen leeft. Omdat de hagedis weleens zont, zoekt hij open plekken op of rotsformaties op in bossen waar geen bomen groeien. Het voedsel bestaat uit grotere ongewervelden maar ook hagedissen worden gegeten.